# Vladímir Yereshchenko
Vladímir Alexándrovich Yereshchenko (en ruso: Владимир Александрович Ерещенко; Vorónezh, URSS, 7 de septiembre de 1962-20 de mayo de 2024) fue un deportista soviético que compitió en boxeo.
Ganó una medalla de bronce en el Campeonato Mundial de Boxeo Aficionado de 1989 y una medalla de plata en el Campeonato Europeo de Boxeo Aficionado de 1991, ambas en el peso wélter.
Se retiró de la competición en 1992. Posteriormente, ejerció de presidente de la Federación de Boxeo Profesional del Óblast de Vorónezh.

## Palmarés internacional
| Campeonato Mundial | Campeonato Mundial  | Campeonato Mundial | Campeonato Mundial |
| Año                | Lugar               | Medalla            | Categoría          |
| ------------------ | ------------------- | ------------------ | ------------------ |
| 1989               | Moscú (URSS)        | Medalla de bronce  | 67 kg              |
| Campeonato Europeo |                     |                    |                    |
| Año                | Lugar               | Medalla            | Categoría          |
| 1991               | Gotemburgo (Suecia) | Medalla de plata   | 67 kg              |